# Jerzy Mikołajczyk
Jerzy Mikołajczyk (* 14. Juli 1947 in Kalisz) ist ein ehemaliger polnischer Radrennfahrer.

## Sportliche Laufbahn
Mikołajczyk war im Straßenradsport aktiv. 1965 wurde er hinter Józef Beker Zweiter der Polen-Rundfahrt, 1964 kam er auf den 9. Platz. 1965 wurde er Zweiter der Baltic-Rundfahrt, 1966 Dritter im Rennen Wyścigu Szlakiem Zamków Piastowskich. In der Internationalen Friedensfahrt 1971 wurde er 45.